# وحدة الزكام
في بريطانيا، تأسست وحدة الزكام (CCU)، المعروفة أيضًا باسم وحدة أبحاث الزكام (CCRU)، على يد مجلس الأبحاث الطبية (MRC) المدني في عام 1946 في موقع مستشفى عسكري سابق، وهي مستشفى هارفارد في هارنهام داون بالقرب من ساليسبري في ويلتشير. وهدفها هو مباشرة الأبحاث الوبائية أبحاث المختبرات على الزكام، مع خفض التكاليف البشرية والاقتصادية. فتعتبر نزلات البرد المقدرة بثُلث الإصابات التنفسية الحادة وتكلفتها الاقتصادية الحقيقية سببًا أساسيًا في التوقف أيام عن العمل.
ومن ثم، يتطلب الأمر ثلاثين متطوعًا كل أسبوعين خلال فترات التجربة. وقد أعلنت وحدة الزكام في الصحف والمجلات عن حاجتها لمتطوعين، مقابل مبالغ زهيدة. وعُرض في هذه الإعلانات البقاء في وحدة الزكام كفرصة غير عادية ليوم العطلة. وقد أُصيب المتطوعين خلال الأعمال التحضيرية بفيروسات البرد التي عادةً ما تستمر لمدة عشرة أيام. وتم وضعهم في مجموعات صغيرة مكونة من شخصين أو ثلاثة، حيث تكون كل مجموعة معزولة بشكل كامل عن الآخرين خلال فترة الإقامة. ويُسمح للمتطوعين بالخروج للمشي في الريف في جنوب ساليسبري، ولكن خارج حدود المناطق السكنية.
ومن ثم تم عزل الفيروسات التاجية في الإنسان، التي تعتبر مسؤولة عن حوالي 10% من الزكام، للمرة الأولى من المتطوعين في وحدة الزكام في عام 1965. واستمرت وحدة الزكام في تجنيد المتطوعين للأبحاث التي تُجرى في مجال الزكام حتى تم إغلاقها في عام 1989.
وفي بعض الأحيان، كان يتم الخلط بين وحدة الزكام ومؤسسة الأبحاث الميكروبيولوجية القريبة من بورتون داون، والتي كانت تتعاون معها أحيانًا ولكن لم تربتط بها ارتباطًا رسميًا.

## وصلات خارجية
- History of the Common Cold Unit - a British Library oral history project